# Каљаменова
Каљаменова (слч. Kaľamenová) насељено је мјесто са административним статусом сеоске општине (слч. obec) у округу Турчјанске Тјеплице, у Жилинском крају, Словачка Република.

## Становништво
| Година:    | 1994. | 2004.    | 2014.    | 2024.    |
| ---------- | ----- | -------- | -------- | -------- |
| Број људи: | 58    | 69       | 85       | 96       |
| Разлика:   |       | +18,96 % | +23,18 % | +12,94 % |

| Година:    | 2023. | 2024.   |
| ---------- | ----- | ------- |
| Број људи: | 98    | 96      |
| Разлика:   |       | -2,04 % |

Према подацима о броју становника из 2011. године насеље је имало 84 становника.